# 全等
在幾何中，全等是幾何圖形之間的一種合同，亦即幾何圖形之間的一種等價關係。若两个几何图形的形状、大小完全相同，则称这两个图形是全等的图形。全等是相似的一种特例，当相似比为1时，两图形全等。
全等的数学符号是：{\displaystyle \cong }

## 全等变换
不改变图形形状、大小的几何变换为全等变换，包括平移、旋转、轴对称。

### 平移
将一个图形按一定的方向移动一定的距离，称为平移。

### 旋转
将一个图形绕一个顶点转动一定的角度，称为旋转。

### 轴对称
如图，如果连接P和P'的线段PP'被直线{\displaystyle l} 垂直平分，则点P和P'关于直线{\displaystyle l}轴对称。图形上的所有点关于一直线的对称点所组成的图形是这个图形的轴对称图形。